# Szórócukor

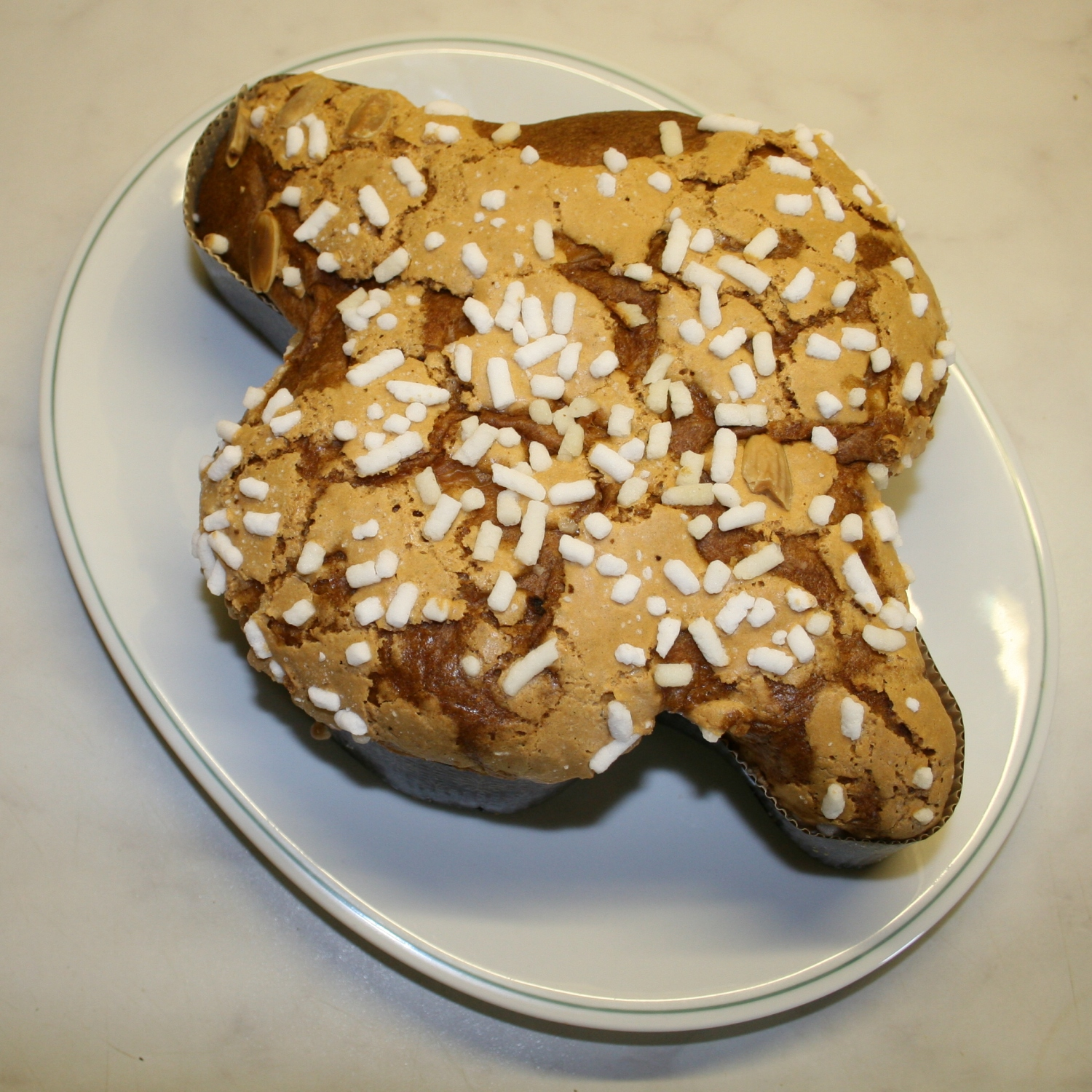
Olasz édeskenyér extrudált szórócukorral a tetején

A szórócukor (esetenként díszítő cukor) a finomított fehér cukor egyik fajtája. A kristálycukorhoz képest nagyszemű, kemény, kevésbé átlátszó, és csak magasabb hőmérsékleten olvad, tehát sütésálló. Rendszerint a cukortömbök összetörésével készül – ekkor a megfelelő nagyságú darabokat átszitálással emelik ki a darából –, de extrudálással is gyártható.
A skandináv konyhában elterjedten használják, és „gyöngycukor” (finnül: helmisokeri, svédül: pärlsocker, a többi nyelvben: perlesukker) néven illetik. Számos északi sütemény és édesség díszítő eleme, többek között a svéd bulle és chokladboll, a finn pulla, továbbá a fahéjas csiga, muffinok és egyes torták receptjében is helye van.
Németországban Hagelzuckerként ismerik, és hagyományosan karácsonyi édességeken és a fahéjas csigán használják. A belga konyhában a Liège-gofri, míg Frízföldön a sûkerbôle (cukorkenyér) hozzávalójaként ismert.

## Fordítás
- Ez a szócikk részben vagy egészben  a   Nib sugar című angol Wikipédia-szócikk ezen változatának fordításán alapul.  Az eredeti cikk szerkesztőit annak laptörténete sorolja fel. Ez a jelzés csupán a megfogalmazás eredetét és a szerzői jogokat jelzi, nem szolgál a cikkben szereplő információk forrásmegjelöléseként.